# 东南飘拂草
东南飘拂草（学名：Fimbristylis pierotii）为莎草科飘拂草属下的一个种。